# Olimpiada Iberoamericana de Química
La Olimpiada Iberoamericana de Química, OIAQ, es una competencia entre estudiantes no universitarios de los países iberoamericanos sobre dicha especialidad.

## Historia
En 1995 se celebró la primera edición en Mendoza, Argentina, con la participación de ocho delegaciones de países iberoamericanos. Esta Olimpiada es un marco propicio para el intercambio de experiencias, para estimular el desarrollo de la ciencia, y para fomentar la cooperación y el entendimiento. 
La primera Olimpiada Iberoamericana fue un éxito y se acordó celebrar una segunda edición en México en 1996. 
Se han venido realizado anualmente, a excepción del año 2001, en el que Chile no pudo organizarla como se había comprometido un año antes.
En 2019, la olimpiada se celebró en la ciudad de Oporto, Portugal.
El mes de septiembre de 2020, se tenía planeado realizar la olimpiada en Brasil, pero el concurso no se celebró debido a la pandemia por COVID-19. Esta edición tampoco se llevó a cabo en una modalidad virtual.

## Organización
La estructura de la Olimpiada Iberoamericana es idéntica a la de la Olimpiada Internacional. Las Olimpiadas Iberoamericanas suelen durar una semana y el equipo que representa a cada país está formado por cuatro estudiantes seleccionados luego de la Olimpiada Nacional, para luego atravesar otro proceso de selección; acuden acompañados de un Jefe y de un Tutor o mentor, conjuntamente con un Observador Científico, a criterio de cada país.

## Reglamento
1. Objetivos de la Olimpíada

La OIAQ es un concurso entre jóvenes estudiantes iberoamericanos cuyos objetivos primordiales son:
Promover el estudio de las Ciencias Químicas y estimular el desarrollo de jóvenes talentos en esta ciencia.
Contribuir a estrechar los lazos de amistad entre los países participantes y crear un marco propicio para fomentar la cooperación, el entendimiento y el intercambio de experiencias.
      2.     Organización y Participación
2.1 La OIAQ es un concurso que se organiza anualmente durante los meses de septiembre/octubre, en un país iberoamericano. Toda propuesta de fecha de realización distinta a la indicada, deberá ser aprobada por el Jurado Iberoamericano. La duración mínima del certamen será de 7 días.
2.2 El país sede deberá invitar a todos los países iberoamericanos que hayan participado en la OIAQ anterior y, de acuerdo con sus posibilidades, a los países que asistieron como observadores oficiales. Se recomienda que la invitación a los países observadores se lleve a cabo con el acuerdo del país organizador de la siguiente OIAQ.
2.3 Cada uno de los países invitados a competir en la OIAQ tendrá derecho a estar representado por un equipo de hasta cuatro estudiantes, dos Profesores Mentores (uno de ellos será el jefe de la delegación) y hasta dos Profesores Observadores Científicos. La participación de estos últimos queda sujeta a lo establecido en los Art. 2.6 y 3.3.
2.4 Podrán competir en la OIAQ los estudiantes de países que hayan sido seleccionados con base en una Olimpíada o concurso de Química a nivel nacional. Los países que no tengan este tipo de concursos podrán participar, en calidad de observadores. Se recomienda que el número de ocasiones en que un país participe en calidad de observador no exceda de tres.
2.5 Los estudiantes participantes deberán cumplir con los siguientes requisitos:
a) No haber cumplido 19 años al 1º de octubre del año de la competencia.
b) Tener menos de un año de haber egresado del nivel de estudios previo al universitario y no haber acreditado ninguna materia de Química Universitaria.
c) Tener la nacionalidad del país que representa o haber realizado sus tres últimos años de estudios en dicho país.
d) Los estudiantes participantes podrán recibir entrenamiento con profesores universitarios hasta un máximo de 120 horas.
2.6 Los mentores de cada delegación serán parte integrante del Jurado de la OIAQ, pudiendo ser asistidos por sus Observadores Científicos. Por lo tanto, deberán ser alojados de manera que no puedan establecer contacto con los estudiantes mientras las pruebas de la Olimpíada no hayan finalizado.
2.7 Los pasaportes y visas de los participantes que así lo requieran serán gestionados por cada delegación en el país de origen.
2.8 Todos los participantes deberán contar con un seguro de vida y de gastos médicos, que los proteja durante la celebración de la OIAQ. Los gastos de estos seguros deberán ser cubiertos por cada país participante.
2.9 Para que los estudiantes puedan participar de la OIAQ, es necesario que lleguen hasta el lugar donde se realizará la competencia acompañados con al menos, un mentor. Los casos excepcionales deberán ser comunicados con anticipación al Comité Organizador, el cual tomará las decisiones al respecto. 

     3.     Financiamiento
3.1 El coste del traslado de los participantes, hasta y desde el lugar sede de la OIAQ, será cubierto por cada delegación invitada.
3.2 El país sede cubrirá los gastos de alojamiento y manutención de los estudiantes y mentores de todas las delegaciones durante el periodo oficial de la Olimpíada.
3.3 Los Observadores Científicos y familiares acreditados estarán sujetos a las reglas de financiamiento y organización que determine el Comité organizador del país sede. 

     4.     El Jurado de la Olimpíada Iberoamericana
4.1 El desarrollo de la Olimpíada es responsabilidad del Jurado, que estará integrado por los mentores de las delegaciones participantes y presidido por un miembro del Comité Organizador del país sede.
4.2 Cada país competidor tendrá derecho a un voto. En caso de empate, el Presidente del Jurado nombrado por el Comité Organizador del país sede, tendrá el voto definitivo. Las decisiones del Jurado serán inapelables.
4.3 Los representantes de países observadores podrán participar en todas las reuniones del Jurado con derecho a voz pero no a voto. 

   5.     El Comité de la Olimpíada Iberoamericana de Química
5.1 El Comité de la Olimpíada Iberoamericana de Química estará conformado por el Presidente de la Olimpíada actual y los tres Presidentes de las Olimpíadas anteriores.
5.2 El Comité de la OIAQ será responsable de proponer al Jurado Iberoamericano cualquier modificación relativa al Reglamento. Este Comité podrá tomar decisiones que atañen al buen funcionamiento de la siguiente Olimpíada.
5.3 En el Acto de Clausura de la OIAQ el Presidente del Comité Organizador de la siguiente Olimpíada remplazará al miembro de mayor antigüedad.
5.4 Actuará como Presidente del Comité de la OIAQ el Presidente del Comité Organizador del país sede. 

    6.     Idioma oficial
6.1 Los idiomas oficiales para la competencia son el castellano y el portugués. Las sesiones del Jurado se realizarán en el idioma de la mayor parte de las delegaciones.
   7.     La competencia
7.1 La competencia constará de dos exámenes: uno teórico y otro experimental, cada uno con una duración aproximada de cuatro horas y media. Ambos exámenes no podrán realizarse en el mismo día.
7.2 Cada concursante trabajará individualmente. Las respuestas se consignarán en papel con un diseño especial provisto por el Comité Organizador. Los únicos instrumentos cuyo uso se permitirá serán los necesarios para escribir y dibujar, así como una calculadora no programable. En particular, se prohíbe el uso de libros, libretas de notas o tablas. 

    8.     Los temas de la competencia
8.1 Los temas incluidos en la competencia son los incluidos en el temario adjunto y corresponden a los que en las Olimpíadas Internacionales se consideran como mínimos para aquellos estudiantes del nivel preuniversitario que participen en concursos de este tipo. En consecuencia, el país sede no se compromete al envío de problemas tipo.
8.2 A juicio del Jurado, el temario de la competencia podrá ser modificado para las OIAQ subsiguientes.
8.3 Las técnicas experimentales serán las habituales para un estudiante del nivel preuniversitario y se encuentran en el temario. Se recomienda que el examen teórico incluya problemas de cada una de las áreas básicas de la Química mencionadas en el temario.
8.4 El Jurado analizará los exámenes propuestos por el Comité Organizador y los aprobará o modificará según sea necesario. En caso del examen teórico, los organizadores deberán tener problemas adicionales para sustituir alguno que pudiera ser rechazado. 

    9.     Premios
9.1 Se otorgarán medallas de oro, plata y bronce - con sus respectivos diplomas- a los estudiantes que obtengan los resultados más altos. Los porcentajes para cada categoría son los siguientes: medalla de oro, entre 8 y 12%; medalla de plata, entre 18 y 22%; y medalla de bronce, entre 28 y 32%; el número de alumnos acreedores a medalla no deberá exceder del 60% del total. La distribución de medallas se realizará en sesión de Jurado, con base a una lista anónima de resultados.
9.2 El Comité Organizador del país sede otorgará menciones honoríficas al 5 % de los estudiantes que hayan obtenido puntajes próximos a la última medalla de bronce, y también a aquéllos que, sin encontrarse en ninguno de los grupos anteriores, hayan resuelto de forma totalmente correcta al menos uno de los problemas. Este resultado deberá hacerse constar en un diploma.
9.3 Queda a criterio del Comité Organizador el otorgar mención especial a aquellos estudiantes que, a su juicio, hayan tenido una destacada participación aunque no hayan sido acreedores a medalla o mención honorífica.
9.4 A los estudiantes que no hayan obtenido alguna de las distinciones antes mencionadas, se les otorgará constancia de participación.
9.5 No se dará calificación alguna por países.

10. Modificaciones al Reglamento
10.1 Para la modificación de cualquier artículo de este reglamento se requerirá el acuerdo de, por lo menos, dos terceras partes del jurado iberoamericano.

## Países participantes
| - Argentina - Bolivia - Brasil - Colombia - Costa Rica - Cuba | - Chile - Ecuador - El Salvador - España - Guatemala - Honduras - México | - Paraguay - Panamá - Perú - Portugal - Uruguay - Venezuela |

## Lista de ediciones
| Año  | Ciudad y País           | Sede | Fecha                            | Presidente                            |
| ---- | ----------------------- | --- | -------------------------------- | ------------------------------------- |
| 1995 | Mendoza                 | Universidad de Buenos Aires |                                  |                                       |
| 1996 | Ciudad de México        | Universidad Nacional Autónoma de México                                                                                        |                                  | Carlos Mauricio Castro Acuña          |
| 1997 | Río de Janeiro          | Universidad del Estado de Río de Janeiro                                                                                       |                                  | Álvaro Chrispino/Sergio Maia Melo     |
| 1998 | Bogotá                  | Universidad Nacional de Colombia                                                                                               |                                  | Dagoberto Cáceres                     |
| 1999 | Santiago de Compostela  | Universidad de Santiago de Compostela                                                                                          |                                  | Juan Antonio Rodríguez Renuncio       |
| 2000 | Caracas                 | Universidad Simón Bolívar | 15 al 21 de octubre              | Amalia Torrealba / Margarita González |
| 2001 | Santiago                | No se realizó | No se realizó                    | No se realizó                         |
| 2002 | Mar del Plata           | Universidad Nacional de Mar del Plata                                                                                          | 15 al 23 de octubre              | José Olabe                            |
| 2003 | Cuernavaca              | Universidad Autónoma del Estado de Morelos                                                                                     | 2 al 9 de octubre                | María Antonia Dosal                   |
| 2004 | Castellón               | Universidad Jaime I | 30 de septiembre al 8 de octubre | Fernando Latre David                  |
| 2005 | Lima                    | Pontificia Universidad Católica del Perú                                                                                       | 14 al 21 de agosto               | Miguel Ángel Chong Cáceres            |
| 2006 | Aveiro                  | Universidade de Aveiro | 7 al 15 de septiembre            | Clara Magalhães                       |
| 2007 | Río de Janeiro          | Universidad del Estado de Río de Janeiro                                                                                       | 1 al 9 de octubre                | Álvaro Chrispino                      |
| 2008 | Heredia                 | Universidad Nacional de Costa Rica                                                                                             | 14 al 22 de octubre              | Ana Rocío Madrigal                    |
| 2009 | La Habana               | Universidad de La Habana | 4 al 11 de octubre               | José Manuel Nieto Villar              |
| 2010 | Ciudad de México        | Universidad Nacional Autónoma de México                                                                                        | 22 al 29 de octubre              | Arturo Menchaca Rocha                 |
| 2011 | Teresina                | Universidad Federal de Piaui                                                                                                   | 16 al 24 de septiembre           | José Arimatéia Dantas Lopes           |
| 2012 | Santa Fe                | Universidad Nacional del Litoral                                                                                               | 22 al 30 de septiembre           | Maria Laura Uhrig                     |
| 2013 | La Paz                  | Universidad Mayor de San Andrés                                                                                                | 12 al 19 de octubre              | Leonardo Guzmán Alegría               |
| 2014 | Montevideo y Piriápolis | Universidad de la República | 28 de septiembre al 5 de octubre | María Pía Cerdeiras                   |
| 2015 | Teresina                | Universidad Federal de Piaui                                                                                                   | 5 al 14 de septiembre            | José Arimatéia Dantas Lopes           |
| 2016 | Bogotá                  | Universidad Nacional de Colombia                                                                                               | 18 al 25 de septiembre           | Liliana Giraldo Gutiérrez             |
| 2017 | Lima                    | Pontificia Universidad Católica del Perú                                                                                       | 8 al 15 de octubre               | Luis Ortega San Martín                |
| 2018 | San Salvador            | Universidad de El Salvador | 21 al 28 de septiembre           | Erlinda Handal Vega                   |
| 2019 | Oporto                  | Universidade do Porto | 7 al 15 de septiembre            | Maria das Dores M.C. Ribeiro da Silva |
| 2021 | Teresina                | Universidad Federal de Piaui                                                                                                   | 30 de septiembre al 9 de octubre | José Arimatéia Dantas Lopes           |
| 2022 | México                  | Universidad de Sonora Universidad Nacional Autónoma de México Universidad Autónoma de Chihuaha                                 | 22 al 29 de octubre              | David Octavio Corona Martínez         |
| 2023 | Ecuador                 | Universidad San Francisco de Quito Unidad Educativa Bilingüe Torremar International Scholastic Model (ISM) LabLearning Ecuador | 02 al 09 de octubre              | Byron Eduardo Cuaspud Mediavilla      |
| 2024 | Sarapiquí               | Universidad Nacional de Costa Rica Universidad de Costa Rica Universidad Estatal a Distancia                                   | 09 al 14 de octubre              | Wendy Villalobos González             |